# Phlegetonia operatrix
Phlegetonia operatrix är en fjärilsart som beskrevs av Hans Daniel Johan Wallengren 1860. Phlegetonia operatrix ingår i släktet Phlegetonia och familjen nattflyn. Inga underarter finns listade i Catalogue of Life.